# Scott Stewart (rugby à XV)
Pour les articles homonymes, voir Scott Stewart et Stewart.
Pas d'image ? Cliquez ici

a Compétitions nationales et continentales officielles uniquement.

b Matchs officiels uniquement.
Douglas Scott Stewart, né le 16 janvier 1969 à Vancouver (Canada), est un ancien joueur de rugby à XV canadien, évoluant au poste d'arrière pour l'équipe nationale du Canada.

## Carrière

### équipe nationale
Scott Stewart a connu 64 sélections internationales en équipe du Canada, il fait ses débuts le 23 septembre 1989 contre les États-Unis. Sa dernière apparition a lieu le 9 juin 2001 contre les Anglais.  
Il joue dix matchs de Coupe du Monde en 1991, 1995, 1999.

## Palmarès

### Sélections nationales
- 64 sélections en équipe du Canada
- 3 essais
- 15 points
- Nombre de sélections par année : 1 en 1989, 1 en 1990, 5 en 1991, 1 en 1992, 5 en 1993, 5 en 1994, 7 en 1995, 8 en 1996, 8 en 1997, 4 en 1998, 8 en 1999, 6 en 2000, 5 en 2001

- participation à la Coupe du Monde 1991 (4 matchs disputés, 3 comme titulaire), 1995 (3 matchs disputés, 3 comme titulaire), 1999 (3 matchs disputés, 3 comme titulaire).